# Mochlosoma sericeum
Mochlosoma sericeum är en tvåvingeart som beskrevs av Giglio-tos 1893. Mochlosoma sericeum ingår i släktet Mochlosoma och familjen parasitflugor. Inga underarter finns listade i Catalogue of Life.